# Mark Whitfield
Mark Whitfield (Lindenhurst, 6-10-1966), guitarrista estadounidense de jazz. Se encuadra dentro del estilo soul jazz y hard bop.
Influenciado por George Benson, Whitfield toca tanto jazz como rhythm and blues. 
Toca la guitarra desde los 15 años, aunque fue originalmente un bajista. Tras graduarse en Berklee en 1987, Whitfield se trasladó temporalmente a Brooklyn y apareció en algunas sesiones de jazz. George Benson le sugirió que trabajase para Jack McDuff y esa asociación fue fundamental para el guitarrista. Ha grabado desde entonces como líder para la Warner Bros y Verve, y como acompañante con muchos músicos como Jimmy Smith, Nicholas Payton, Ray Brown, Courtney Pine y Chris Botti.

## Discografía como líder
- 1990: The Marksman
- 1991: Patrice
- 1993: Mark Whitfield
- 1994: True Blue [considerado su mejor disco]
- 1995: 7th Ave. Stroll
- 1997: Forever Love
- 1999: Take the Ride
- 2000: Soul Conversation Featuring Mark Whitfield & JK
- 2000: Raw
- 2009: Songs Of Wonder

- Datos: Q1386885
- Multimedia: Mark Whitfield / Q1386885